# Toyota Alphard
A Alphard é uma minivan de grande porte de luxo, produzido pela Toyota Motor desde 2002.
Algumas versões foram equipadas com transmissão continuamente variável (Câmbio CVT).
Foram também produzidas versões híbridas equipadas com transmissão continuamente variável.
O Toyota Vellfire, lançado em 2008, é considerado uma versão do Alphard com um visual mais agressivo.

## Galeria
- Primeira geração (2002-2008)
- Segunda geração (2008-2015)
- Terceira geração (2015-presente)